# Ннамді Одуамаді
Ннамді Одуамаді (англ. Nnamdi Oduamadi, нар. 17 жовтня 1990, Лагос, Нігерія) — нігерійський футболіст, півзахисник та нападник збірної Нігерії та італійського «Варезе».

## Клубна кар'єра
Народився 17 жовтня 1990 року в місті Лагос. Вихованець місцевого «Пепсі ФА», з якої 2009 року був взятий в юнацьку команду італійського «Мілана».
У дорослому футболі дебютував 18 вересня 2010 року виступами за команду клубу «Мілан», проте закріпитися в команді не зумів і цей матч став для нігерійця єдиним у тому чемпіонському сезоні.
Протягом сезону 2011-12 виступав на правах оренди за «Торіно», якому допоміг повернутися в Серію А, проте новий сезон знову розпочавши у Серії В, де став виступати за «Варезе».

## Виступи за збірні
Виступав у складі юнацької та молодіжної збірної Нігерії, разом з якою взяв участь у молодіжному чемпіонаті світу 2009 року.
23 травня 2012 року дебютував в офіційних матчах у складі національної збірної Нігерії в товариській грі проти збірної Перу, який завершився поразкою африканців з рахунком 0-1.
У складі збірної був учасником розіграшу Кубка конфедерацій 2013 року у Бразилії, на якому вже в першому матчі оформив хет-трик у ворота збірної Таїті.

## Статистика виступів

### Статистика клубних виступів
Статистика станом на 18 травня 2013 року.
| Сезон             | Команда           | Чемпіонат         | Чемпіонат | Чемпіонат | Національний кубок | Національний кубок | Національний кубок | Континентальні кубки | Континентальні кубки | Континентальні кубки | Усього | Усього |
| Сезон             | Команда           | Ліга              | Ігор      | Голів     | Ліга               | Ігор               | Голів              | Ліга                 | Ігор                 | Голів                | Ігор   | Голів  |
| ----------------- | ----------------- | ----------------- | --------- | --------- | ------------------ | ------------------ | ------------------ | -------------------- | -------------------- | -------------------- | ------ | ------ |
| 2010-11           | «Мілан»           | A                 | 1         | 0         | КІ                 | 0                  | 0                  | ЛЧ                   | 0                    | 0                    | 1      | 0      |
| 2011-12           | «Торіно»          | B                 | 11        | 3         | КІ                 | 0                  | 0                  | -                    | -                    | -                    | 11     | 3      |
| 2012-13           | «Варезе»          | B                 | 16        | 2         | КІ                 | 0                  | 0                  | -                    | -                    | -                    | 16     | 2      |
| Усього за кар'єру | Усього за кар'єру | Усього за кар'єру | 28        | 5         |                    | 0                  | 0                  |                      | 0                    | 0                    | 28     | 5      |

### Статистика виступів за збірну
Станом на 22 червня 2013
| Дата      | Місто               | Господарі | Результат | Гості   | Турнір                  | Голи | Примітки |
| --------- | ------------------- | --------- | --------- | ------- | ----------------------- | ---- | -------- |
| 23-5-2012 | Ліма                | Перу      | 1 – 0     | Нігерія | товариський матч        | -    |          |
| 27-3-2013 | Калабар             | Нігерія   | 1 – 1     | Кенія   | Відбір до ЧС 2014       | 1    |          |
| 31-5-2012 | Х'юстон             | Мексика   | 2 – 2     | Нігерія | товариський матч        | -    |          |
| 5-6-2013  | Найробі             | Кенія     | 0 – 1     | Нігерія | Відбір до ЧС 2014       | -    |          |
| 12-6-2013 | Віндгук             | Намібія   | 1 – 1     | Нігерія | Відбір до ЧС 2014       | -    |          |
| 17-6-2013 | Белу-Оризонті       | Таїті     | 1 – 6     | Нігерія | Кубок Конфедерацій 2013 | 3    |          |
| 20-6-2013 | Салвадор (Бразилія) | Нігерія   | 1 – 2     | Уругвай | Кубок Конфедерацій 2013 | -    |          |
| Усього    |                     | Матчів    | 7         |         | Голів                   | 4    |          |

## Досягнення
«Мілан»
- Чемпіон Італії: 2010-11